# Indywidualne Mistrzostwa Szwecji na Żużlu 1978
Indywidualne Mistrzostwa Szwecji na Żużlu 1978 – cykl turniejów żużlowych, mających wyłonić najlepszych żużlowców szwedzkich. Tytuł wywalczył Anders Michanek (Getingarna Sztokholm).

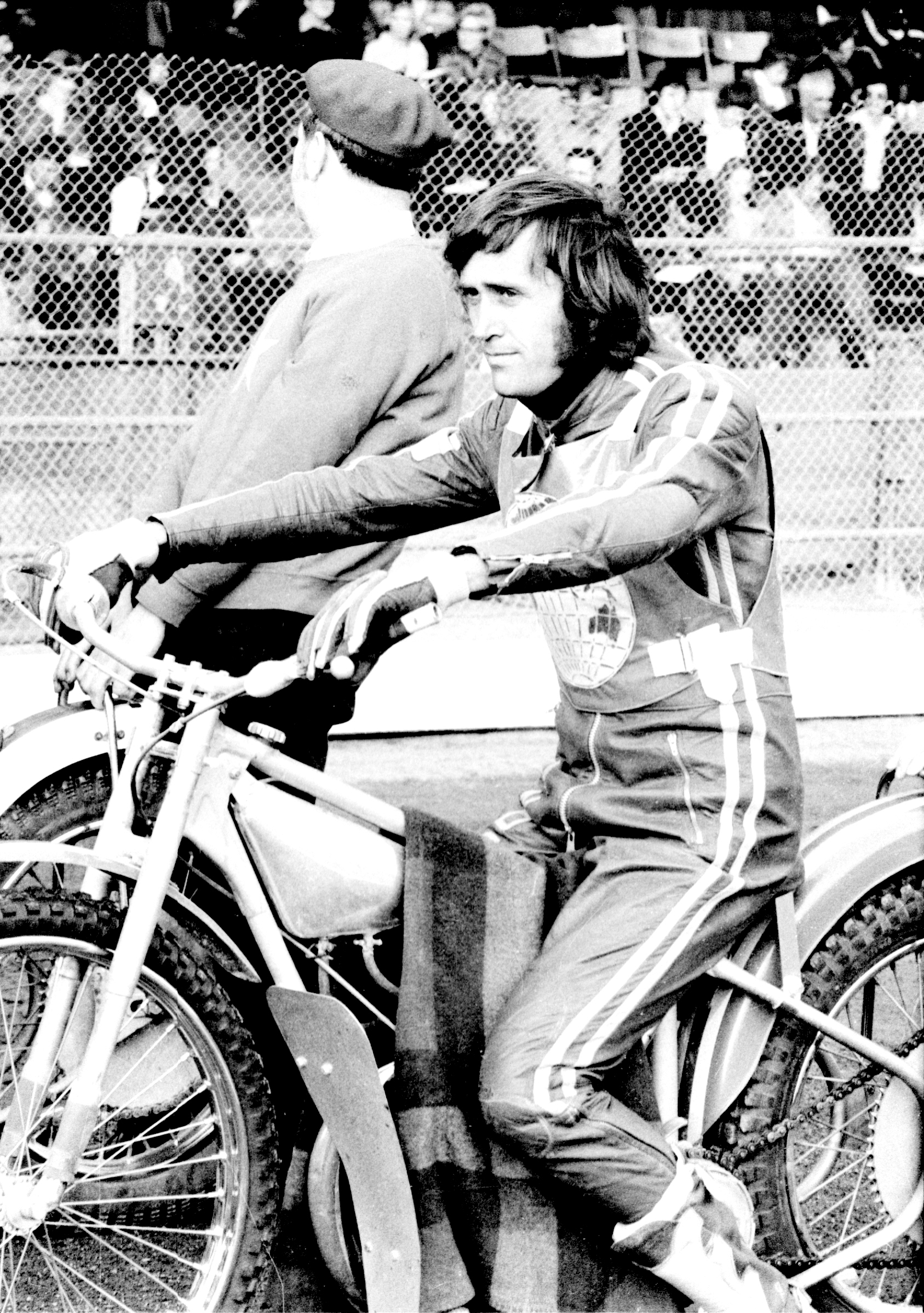
Anders Michanek – mistrz Szwecji 1978

## Finał
- Eskilstuna, 26 sierpnia 1978

| Msc. | Zawodnik              | Klub                 | Pkt   |  |  |
| ---- | --------------------- | -------------------- | ----- |  |  |
| 1    | Anders Michanek       | Getingarna Sztokholm | 15    |  |  |
| 2    | Bengt Jansson         | Smederna Eskilstuna  | 13    |  |  |
| 3    | Bernt Persson         | Smederna Eskilstuna  | 12 +3 |  |  |
| 4    | Jan Andersson         | Kaparna Göteborg     | 12 +2 |  |  |
| 5    | Bo Wirebrand          | Njudungarna Vetlanda | 10    |  |  |
| 6    | Tommy Nilsson         | Getingarna Sztokholm | 9     |  |  |
| 7    | Hans Holmqvist        | Indianerna Kumla     | 8     |  |  |
| 8    | Gert Carlsson         | Smederna Eskilstuna  | 8     |  |  |
| 9    | Börje Klingberg       | Örnarna Mariestad    | 7     |  |  |
| 10   | Karl Erik Claesson    | Örnarna Mariestad    | 6     |  |  |
| 11   | Hans Danielsson       | Lejonen Gislaved     | 6     |  |  |
| 12   | Richard Hellsén       | Getingarna Sztokholm | 5     |  |  |
| 13   | Uno Johansson         | Njudungarna Vetlanda | 4     |  |  |
| 14   | Åke Fridell           | Indianerna Kumla     | 4     |  |  |
| 15   | Lars Inge Hultberg    | Gamarna Sztokholm    | 1     |  |  |
| 16   | Per Åke Gerhardsson   | Indianerna Kumla     | 0     |  |  |
|      | rez. Lars Ericsson    | Indianerna Kumla     | 0     |  |  |
|      | rez. Christer Sjösten | Bysarna Visby        | 0     |  |  |